# بيبي بيمنتل
بيبي بيمنتل هو سياسي فلبيني، ولد في 30 أبريل 1929، وتوفي في 25 يناير 2013.